# Macropsis kalbensis
Macropsis kalbensis är en insektsart som beskrevs av Mitjaev 1971. Macropsis kalbensis ingår i släktet Macropsis och familjen dvärgstritar. Inga underarter finns listade i Catalogue of Life.